# La Bretagne réelle
 (mai 2025).
Si vous disposez d'ouvrages ou d'articles de référence ou si vous connaissez des sites web de qualité traitant du thème abordé ici, merci de compléter l'article en donnant les références utiles à sa vérifiabilité et en les liant à la section « Notes et références ».
La Bretagne réelle - Celtia est une revue nationaliste bretonne d'extrême droite, fondée en mars 1954 par Jacques Gallo (pseudonyme de Jacques Quatrebœufs (1927-2016)).

## Historique
Son nom fait directement référence au journal belge d'extrême-droite Le Pays réel. Volontiers anticléricale et païenne, elle a publié de nombreux cahiers en faveur d'une Europe fédérale à base ethniste.
Les Cahiers de la Bretagne réelle ont ouvert leurs colonnes, entre autres, à Roeland Raes, le futur fondateur du parti d'extrême droite flamand Vlaams Blok, qui écrit : « L'Europe des ethnies, en faveur de laquelle nous nous sommes prononcés depuis longtemps, est la seule possibilité de survie de notre race ».
Publications affiliées : 
- La Bretagne réelle, qui a eu plusieurs sous-titres : Lettre-circulaire de liaison du Réveil Armoricain, Reflets du Nationalisme breton, La voix du pays gallo, Organe de recherche du celtisme moderne
- Celtia Keltia, Connaissance et re-connaissance celtiques, supplément trimestriel (première série sous la responsabilité de Yann-Per Sylvester, deuxième série sous la responsabilité de A.Y. Ar Gow), partiellement en breton.

## Intervenants
Jacques Quatrebœufs, René Tugdual (pseudonyme de Raymond Tassel), Mik, Ivor, Alan Pennec, Gerandraon, Roger Glémarec, Alain Le Banner, Youenn Olier, Georges Pinault, Morvan Marchal, Olier Mordrel.

## Publications non exhaustives
- Le Mouvement breton par Morvan Marchal, 1954
- Galerie bretonne, par Jean La Bénelais  (pseudonyme d'Olier Mordrel).
- Yann-Vari Perrot, par Ivor
- Pour un socialisme breton par Glémarec (pseudonyme de Roger Hervé).
- Lettres inédites de Taldir Jaffrenou, 1956
- Notre nationalisme par Mik, 1955
- Fédéralisme interne et externe par R. Tugdual, 1955
- Petite histoire de la Bretagne nationale. La flamme qui ne meurt pas. Bref aperçu de la résistance Bretonne par Ronan Pennek du comité de rédaction d'Ar Vro, 1955
- Racisme et culte de la race par l'archiduide Pierre-Marie Beauvy de Kergaelec, été 1970. Fasc. in-4 br. Supplt no 300
- La Geste orthodoxe des Celtes par Gwénolé Penmaguer, no 375 bis, hiver 1975-76.